# Bedtime Stories (Madonna)
Bedtime Stories è il sesto album in studio della cantautrice statunitense Madonna, pubblicato nel 1994 dalla Maverick Records e dalla Sire Records.

## Storia
Per la produzione del disco la popstar collaborò con Dallas Austin, Babyface e Nellee Hooper. Con questo lavoro Madonna addolcì la sua immagine, pesantemente criticata con la pubblicazione, nel 1992, dell'album Erotica e del libro Sex. Il successo del singolo I'll Remember, estratto dalla colonna sonora del film 110 e lode, nel 1994, segnò l'inizio di questa trasformazione.
Nel 1992, Madonna pubblica il controverso libro Sex e il suo quinto album discografico Erotica. Il disco conteneva canzoni che facevano esplicito riferimento al sesso, mentre il libro conteneva immagini sessualmente esplicite e fantasie voyeuristiche. Nel frattempo, Madonna recita anche nel thriller erotico Body of Evidence - Il corpo del reato, provocando sentimenti di insoddisfazione e contrarietà tra gli ammiratori, e forti critiche da parte dei critici, che definiscono finita la carriera di Madonna. Da quel momento Madonna decide di reinventare se stessa, per ritornare in sintonia con i suoi fans e riparare il danno che la sua immagine provocatoria aveva causato alla sua carriera. In varie interviste Madonna stessa si è fermata a commentare il periodo più controverso della sua carriera musicale, dichiarando di essersi sentita fraintesa: "[Attraverso la mia musica] ho provato a spiegare quanto sia importante sentirsi bene con se stessi ed esplorare la propria sessualità, ma la gente ha preso le mie parole come un invito a uscire e fare sesso con tutti, come se io fossi qui a guidarvi a fare questo. Così ho deciso di lasciar perdere. Il sesso è un argomento così tabù ed è una distrazione che preferisco non offrire più. Per questo scopo fu prodotta una canzone, che fu inclusa nella colonna sonora del film 110 e lode del 1994. La canzone ottenne un giudizio positivo da parte della critica, e segnò un passo di riavvicinamento tra la cantante e il suo pubblico. Madonna sosteneva che il suo obiettivo è far parlare la musica da sé, affermando di non essere più interessata a rilasciare molte interviste o a ritrovarsi nelle copertine dei giornali. Tuttavia, nello stesso periodo, Madonna venne invitata per una intervista al David Letterman Show, provocando nuove polemiche. Questa puntata, infatti, fu oggetto di tante critiche e di censura, perché la cantante pronunciò per ben quattordici volte la parola "fuck" nel corso dell'intervista. Questa puntata, malgrado le critiche, fu vista da milioni di telespettatori, divenendo una delle puntate più viste del programma.
Madonna, per la produzione dell'album, collabora con i produttori Nellee Hooper, Dallas Austin, Dave "Jam" Hall, e Babyface. Inizialmente, Madonna lavora con Shep Pettibone, con cui aveva prodotto il suo quinto album in studio, Erotica, nel 1992. Tuttavia, presto si rese conto che si stava producendo qualcosa di molto simile ad Erotica, e questo non le piaceva. A quel tempo a Madonna piaceva la canzone When Can I See You di BabyFace, e Madonna mostra interesse a lavorare con lui, dal momento che per il suo nuovo disco aveva intenzione di produrre più ballate. La collaborazione tra i due portò alla produzione di Forbidden Love e Take a Bow. Madonna collabora anche con la celebre artista eclettica islandese Björk per la canzone che richiama il titolo all'album, Bedtime Story, una ballata dark alternativo-sperimentale.

## Brani
Bedtime Stories è un album pop con una marcata influenza Contemporary R&B. I temi principalmente trattati sono l'amore e il dolore, come nel precedente Erotica, ma qui vengono affrontati con toni più pacati e un approccio meno sessuale e più spirituale.
Bedtime Stories, in generale, si discosta dagli ultimi lavori della cantante, presentando atmosfere glamour e sofisticate, meno dance e più romantiche. In questo frangente, Madonna conclude la "fase sex" per iniziare il periodo più elegante e soft della sua carriera, che comprenderà anche la raccolta di ballads Something to Remember e successivamente il film Evita e la relativa colonna sonora.
Il brano di apertura dell'album è Survival. Si tratta di un brano funky il cui testo evoca liriche dei successi del passato, come Angel o Live to Tell ("I'm gonna be living to tell"), in cui la cantante fornisce una libera descrizione delle pesanti critiche a cui è stata sottoposta da parte dei media.
La seconda traccia dell'album è Secret, che inizia in versione acustica, con la sola voce di Madonna accompagnata da una chitarra ritmica. Nel brano si parla d'amore, sostenendo che la sua felicità dipenda solo da noi stessi ("La felicità è racchiusa nelle tue mani") e dichiarando che "il mio amore ha un segreto" senza svelare, però, quale possa essere.
Nel brano I'd rather be your lover Madonna desidera un uomo impossibile da raggiungere, attraverso processi di negoziazione: "Potrei essere tua sorella, / potrei essere tua madre / potremmo essere amici / potrei anche essere tuo fratello, ma preferirei essere la tua amante". Meshell Ndegeocello suona il basso e canta alcune strofe rap ("Dimmi cosa vuoi, dimmi cosa ti serve, fai un giro dentro di me, avventurati nel mare oscuro").
La quarta canzone dell'album Don't Stop è caratterizzata dal ritmo pulsante del basso accompagnato dal suono degli archi. Il testo ripete l'invito di Madonna a "non fermarsi" e continuare a muoversi e divertirsi.
La quinta traccia, Inside of Me, è dedicata alla madre di Madonna, che canta con voce ansimante "Anche se te ne sei andata, l'amore continua, dentro di me".
La canzone Human Nature è stata scritta come risposta ai toni aspri e infuocati con cui la critica aveva stroncato l'album Erotica e il libro Sex. Nella traccia Madonna dichiara di non aver rimpianti per ciò che ha fatto e ripete di non volersi scusare. Sottovoce la cantante continua a ripetere a se stessa "esprimi te stessa, non reprimere te stessa"
Nel settimo brano Forbidden Love, cantata in duetto con Babyface, Madonna dichiara che "il rifiuto è il più grande afrodisiaco" e respinge qualsiasi rapporto non toccato dal tabù.
La traccia otto, Love Tried to Welcome Me, è una ballata ispirata da una spogliarellista che la cantante incontrò in un locale e che aveva una ossessione per l'abbandono. Nel testo, in cui confessa di essere "attratta dalla tristezza" e che "la solitudine non mi è mai stata estranea", ci sono riferimenti alla poesia Love (III) di George Herbert ("Love bade me welcome / Yet my soul drew back") e al titolo del romanzo The heart is a lonely hunter di Carson McCuller.
Il brano successivo è Sanctuary. che contiene un sample di “Watermelon Man” di Herbie Hancock. Nel testo Madonna cita la poesia di Walt Whitman Vocalist e mette a confronto amore e morte. Musicalmente la canzone ha un suono tecno che sembra anticipare le sonorità di “Ray Of Light”.
La fine della canzone apre l'intro della successiva Bedtime Story, una canzone elettronica in cui Madonna afferma: "le parole sono inutili, specialmente le frasi, non rappresentano nulla, come possono esprimere quello che sento?"
L'ultima canzone del disco, Take a Bow, cantata in duetto con Babyface, è una ballata pop. Il ritornello esprime il tema dell'addio a un amante che ha dato l'amore per scontato. Il titolo gioca sul verso della canzone "tutto il mondo è un palcoscenico nel quale ognuno ha la propria parte", che è un riferimento a un verso della commedia di William Shakespeare Come vi piace ("Tutto il mondo è un palcoscenico e tutti gli uomini e donne sono dei semplici attori").

## Accoglienza
Il disco ricevette critiche positive da parte dei critici musicali, che lo descrissero come "autobiografico", riferendosi in particolare alla canzone Human Nature, in cui Madonna replica alle critiche ricevute pochi anni prima. Madonna stessa affermò che l'album è "molto personale e romantico". Bedtime Stories fu un grande successo commerciale, raggiungendo la posizione numero tre della classifica generale di Billboard, fu certificato triplo disco di platino dalla Recording Industry Association of America, raggiunse le prime cinque posizioni in molti paesi e fu candidato come "Migliore album pop" alla 38ª edizione dei Grammy Award del 1995.
Bedtime Stories ha venduto 6 milioni di copie in tutto il mondo ed è stato ben accolto dalla critica, segnando il ritorno di Madonna sulle scene musicali dopo il controverso e criticato album Erotica.
L'album si è piazzato terzo nella classifica statunitense dove è stato certificato con 3 dischi di platino, secondo nella classifica del Regno Unito e in quella italiana e primo in Australia; inoltre ha ricevuto una nomination ai Grammy senza però aggiudicarsi il relativo premio.

## Promozione
Per promuovere l'album, Madonna si è esibita all'American Music Award del 1995 e ai BRIT Award dello stesso anno.

Madonna presentò Take A Bow in anteprima al Festival di Sanremo del 1995, condotto quell'anno da Pippo Baudo insieme ad Anna Falchi e Claudia Koll. Take a Bow fu un grande successo. Il singolo è rimasto in testa alle classifiche della Billboard Hot 100 per ben 7 settimane consecutive ed è ad oggi il maggior successo di Madonna negli Stati Uniti.

### Singoli Ufficiali
Dall'album Bedtime Stories sono stati estratti quattro singoli ufficiali:
- Secret
- Take a Bow
- Bedtime Story
- Human Nature

### Singoli Promozionali
Inoltre furono pubblicati promozionalmente i singoli:
- Forbidden Love (poi inserita nella raccolta di ballate Something to Remember)
- Don't Stop

## Tracce
1. Survival – 3:30 (Madonna, Dallas Austin)
2. Secret – 5:04 (Madonna, Dallas Austin)
3. I'd Rather Be Your Lover – 4:39 (Madonna, Dave Hall, Isley Brothers, Christopher Jasper)
4. Don't Stop – 4:38 (Madonna, Dallas Austin, Colin Wolfe)
5. Inside of Me – 4:11 (Madonna, Dave Hall, Nellee Hooper)
6. Human Nature – 4:53 (Madonna, Dave Hall, Shawn McKenzie, Kevin McKenzie, Michael Deering)
7. Forbidden Love – 4:09 (Babyface, Madonna)
8. Love Tried to Welcome Me – 5:21 (Madonna, Dave Hall)
9. Sanctuary – 5:03 (Madonna, Dallas Austin, Anne Preven, Scott Cutler, Herbie Hancock)
10. Bedtime Story – 4:52 (Björk, Marius De Vries, Nellee Hooper)
11. Take a Bow – 5:21 (Babyface, Madonna)

Campionamenti
- I'd Rather Be Your Lover contiene un campionamento di It's Your Thing eseguita da Lou Donaldson (originariamente dei The Isley Brothers).
- Inside of Me contiene un campionamento di Back & Forth eseguita da Aaliyah, Outstanding eseguita dai The Gap Band e The Trials of Life eseguita da Gutter Snypes.
- Human Nature contiene campionamenti di What You Need eseguita dai Main Source.
- Forbidden Love contiene campionamenti di Down Here on the Ground eseguita da Grant Green.
- Sanctuary contiene un campionamento di Watermelon Man eseguita da Herbie Hancock.

## Brani scartati e demo
- Love Won't Wait (Madonna, Shep Pettibone): composta per l'album, una volta abbandonata la collaborazione con Babyface e Dallas Austin venne ceduta all'ex Take That Gary Barlow che la incise per il suo album di debutto da solista Open Road nel 1997.
- Freedom (Madonna, Dallas Austin): inserita nella compilation Carnival! del 1997
- Your Honesty (Madonna, Dallas Austin): pubblicata nel 2003 nell'EP di Madonna Remixed & Revisited

## Classifiche

### Classifiche settimanali
| Classifiche (1994-95) | Posizione massima |
| --------------------- | ----------------- |
| Argentina             | 4                 |
| Australia             | 1                 |
| Austria               | 7                 |
| Belgio                | 7                 |
| Brasile               | 5                 |
| Canada                | 7                 |
| Finlandia             | 2                 |
| Francia               | 2                 |
| Germania              | 4                 |
| Giappone              | 9                 |
| Irlanda               | 9                 |
| Islanda               | 6                 |
| Italia                | 2                 |
| Nuova Zelanda         | 5                 |
| Paesi Bassi           | 13                |
| Portogallo            | 2                 |
| Regno Unito           | 2                 |
| Spagna                | 5                 |
| Stati Uniti           | 3                 |
| Sudafrica             | 12                |
| Svezia                | 5                 |
| Svizzera              | 7                 |
| Ungheria              | 7                 |

### Classifiche di fine anno
| Classifica (1994) | Posizione |
| ----------------- | --------- |
| Australia         | 36        |
| Canada            | 48        |
| Italia            | 30        |
| Finlandia         | 29        |
| Francia           | 44        |
| Regno Unito       | 24        |
| Classifica (1995) | Posizione |
| Austria           | 50        |
| Belgio (Vallonia) | 53        |
| Canada            | 41        |
| Germania          | 25        |
| Svizzera          | 29        |
| Stati Uniti       | 28        |